# Altenberg de Wolxheim

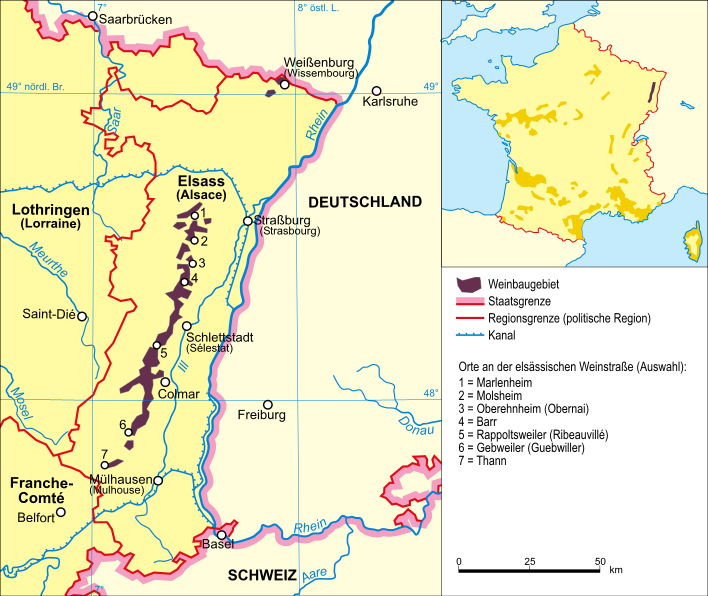
Weinbaugebiet Elsass

Der Altenberg de Wolxheim ist eine Weinlage im Elsass. Seit dem 17. Dezember 1992 ist der Altenberg de Wolxheim Teil der Alsace Grand Cru Appellation und gehört damit zu den 51 potentiell besten Lagen des Elsass. Insgesamt wurden 31,20 Hektar Rebfläche zugelassen.
Die Lage befindet sich auf dem Gebiet der Gemeinde Wolxheim, nur etwa 22 km westlich von Straßburg entfernt. Das Gebiet befindet sich nördlich einer Hügelzone, die den Vogesen vorgelagert ist. Der Altenberg de Wolxheim liegt in südsüdwestlicher Exposition auf einer Höhe von 175 bis 250 m ü. NN. Durch die Hanglage unterhalb des Horns, auf dessen höchsten Punkt die Statue Sacré-Cœur steht, wird die Gefahr von Frostschäden nach dem Austrieb der Reben im Frühjahr minimiert, weil in den Nächten entstehende Kaltluft nicht über den Weinbergen liegen bleibt, sondern zur Ebene hinabgleiten kann. Die Vogesen im Westen bewahren das in seinem Lee gelegene Weinbaugebiet bei Südwest- oder Westwetterlagen vor zu viel Niederschlag. Daraus resultiert eine für die nördliche Lage überdurchschnittlich lange Sonnenscheindauer. Diese Lage innerhalb des Verwerfungsgrabens von Wolxheim hat einen Sockel aus dem Erdzeitalter des Lias und des Dogger. Der Boden ist von kalkmergelhaltiger Beschaffenheit und ist mit vielen kleinen Steinen und Kieseln durchsetzt. In den östlichen Partien der Lage findet man Lehm und Lößböden.
Bei dem Altenberg de Wolxheim handelt es sich um eine der nördlichsten der Grand-Cru-Lagen des Elsass. Nur die nahegelegenen Altenberg de Bergbieten und der Engelberg liegen noch nördlicher.

## Rebsorten
Die Lage und die Bodenqualität begünstigen den Anbau von Riesling (etwa 18 Hektar bestockte Rebfläche) und Gewürztraminer (etwa 8 Hektar bestockte Rebfläche). Es stehen somit nur etwa 26 Hektar von den insgesamt 31,20 Hektar unter Ertrag. Prinzipiell dürfen auch die Rebsorten Pinot Gris und Muscat d’Alsace (also Muskat-Ottonel oder Muscat blanc à petits grains) angepflanzt werden.

## Geschichte
Wolxheim profitierte schon immer von der Nähe zu Strasbourg. Die heutige Straße D45 verfolgt die gleiche Streckenführung wie ein alter Weg zur Zeit der Kelten. Seit dem 8. Jahrhundert betreiben diverse Ordenskongregationen Weinbau an den Hängen des Horns: Das Bistum Straßburg (Archiv des Bischofs Wernher aus dem Jahr 1003), die Abtei von Höhenbourg (heute Sainte-Odile, 1188), die Benediktiner von Altdorf (1192), das Krankenhaus von Straßburg (Güterverzeichnis von 1320) und später wieder die Benediktiner von Altdorf (1328 bis 1789), die einen großen Teil besaßen.
Im Bistum Straßburg wurde der Wein schnell zum Messwein. Diese Sitte brachte auch Kuriosa mit. Der Bischof Jean de Manderscheit gründete die Weinbruderschaft zum Horn. Aufnahmebedingung war, ein mit vier Litern Wein gefülltes Horn in einem Zug zu leeren!
De Grandidier, Archivar des Bistums Straßburg und Historiker, schreibt: „Der Wein von Wolxheim ist berühmt. Kaiser Napoleon I. schätzte ihn. Der Altenberg erzeugt einen Qualitätswein, den berühmten Riesling.“